# Auguste Celos
Auguste Celos, né le 19 novembre 1860 à Fontaine-la-Soret (Eure) et décédé le 3 février 1936 à Bernay (Eure), est un homme politique français.

## Biographie
Secrétaire en chef de la sous-préfecture de Bernay de 1882 à 1909, il se lance ensuite dans la gestion de l'hôtel du Lion d'Or à Bernay, et comme assureur. Il terminera sa carrière professionnelle comme sous-directeur des distilleries réunies.
Il est maire de Bernay de 1912 à 1925, conseiller général de 1919 à 1928, où il est rapporteur général du Budget. Il est député de l'Eure de 1913 à 1919, inscrit au groupe de la Gauche démocratique.

## Sources
- Ressources relatives à la vie publique :   - base Léonore
  - Base Sycomore
- Notices d'autorité :   - VIAF
  - ISNI
  - BnF (données)
- Jean-Pierre Chaline (dir.) et Anne-Marie Sohn (dir.), Dictionnaire des parlementaires de Haute-Normandie 1871-1940, Rouen, Publications de l'Université de Rouen, 2000, 349 p., 24×16 cm (ISBN 978-2-87775-294-7), p. 86-87